# Pseudonannolene parvula
Pseudonannolene parvula är en mångfotingart som beskrevs av Filippo Silvestri 1902. Pseudonannolene parvula ingår i släktet Pseudonannolene och familjen Pseudonannolenidae. Inga underarter finns listade i Catalogue of Life.